# 참고
참고(參考, reference)는 한 객체가 다른 객체와의 연결 수단으로 작용하는 객체 간의 관계를 뜻한다. 이러한 참고의 대상에는 물질적 대상, 사람이나 사건, 활동과 같은 추상적인 개념 등도 포함된다.

## 같이 보기
- 하이퍼링크
- ISO 690
- 기호학
- 기표와 기의